# Videotex

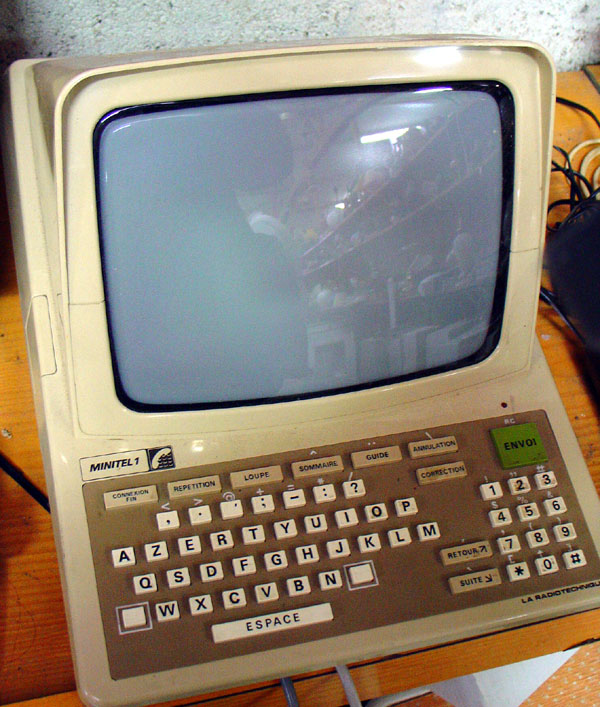
Minitel war eventuell der weltweit erfolgreichste Videotex-Service. Dieses Minitel 1-Terminal war eines der ersten Geräte, um sich mit dem Minitel zu verbinden.

Videotex war eine der ersten Umsetzungen eines Endbenutzer-Informationssystems. Beginnend mit den späten 1970er Jahren bis zu den frühen 2010ern wurde es benutzt, um Informationen (gewöhnlich Textseiten) an Benutzer in computerisierter Form auszuliefern, typischerweise dargestellt auf einem Fernsehgerät oder Computerterminal.
In einer strikten Definition ist Videotex jedes System, das interaktiven Inhalt bereitstellt und auf einem Bildschirm darstellt, beispielsweise einem Fernsehgerät und typischerweise Modems verwendet, um Daten in beide Richtungen zu senden. Ein naher Verwandter ist Teletext, welcher Daten nur in eine Richtung sendet, üblicherweise im Fernsehsignal enthalten. Anders als das moderne Internet waren die traditionellen Videotex-Systeme stark zentralisiert.

## Bezeichnungen und Standards in verschiedenen Ländern
Es war eigentlich durch die CEPT vorgesehen, die Entwicklungen zu koordinieren, welche auf nationaler Ebene auseinanderging. Nach den britischen und französischen Normen erweiterte ein schwedischer Normierungsvorschlag das britische PRESTEL mit einem erweiterten Satz feinerer Mosaikgrafikzeichen, während die Spezifikation des beabsichtigten deutschen Bildschirmtext-Systems, welches von IBM für die Deutsche Bundespost entwickelt wurde, sich bei allen anderen Normen bediente und eigene Erweiterungen machte. BTX wurde im Mai 1981 als Grundlage für die CEPT-Empfehlung T/CD 06-01 herangezogen. Jedoch beließ es die CEPT aufgrund nationalen Drucks nicht dabei, einen einzigen Standard festzulegen, sondern erkannte vier Profile an:
- CEPT-1, was dem deutschen Bildschirmtext (BTX) entspricht (ab 1990 auch in Spanien durch Telefónica als Ibertex vermarktet)
- CEPT-2, das französische Minitel
- CEPT-3, das britische PRESTEL
- CEPT-4, das schwedische Prestel Plus

Die nationalen Videotex-Dienste wurden dazu angehalten, einem der vier existierenden Profile des CEPT-Standards zu folgen, oder falls sie diese erweiterten, dies in einer Weise zu tun, die kompatibel war.
Andere Länder Europas verwendeten für ihre eigenen Netze eine Mischung aus den bestehenden vier Profilen.